# Église Notre-Dame de Saint-Père
Pour les articles homonymes, voir Église Notre-Dame.
L'église Notre-Dame de Saint-Père est une église située à Saint-Père dans le Morvan, dans l'Yonne en France.

## Localisation
L'église est située dans le département français de l'Yonne, sur la commune de Saint-Père.

## Historique

### La première église
L'ancienne église paroissiale était située au sud du village, à l'extrémité de la rue principale. Le monastère de femmes fondé au IXe siècle, vers 858-859 par Girart, comte de Vienne, alias Girart de Roussillon à Viseliacus ou Vézelay-le-bas a été hissé sur la colline fin IXe après avoir été pillé. Traditionnellement on présente cette ruine au sud du village comme étant l'ancienne chapelle carolingienne mais les recherches du Centre d'Etudes Médiévales d'Auxerre ont montré qu'il n'en était rien. La dernière hypothèse situerait la première église du monastère sous l'église actuelle du XIIIe siècle.

### Construction
L'église actuelle est commencée, d'après Viollet-le-Duc, en 1240, par l'abbaye de Vézelay. Des parties de l'église datent du XIIIe siècle, d'autres du XIVe siècle et enfin certaines du XVe siècle

### Rénovation par Eugène Viollet-le-Duc
L'édifice est classé au titre des monuments historiques dès 1840. Les travaux de restaurations furent supervisés par Eugène Viollet-le-Duc, et réalisés entre 1840 et 1849. Arrêtés faute de crédits, la restauration de la façade et du porche n'est engagée qu'entre 1888 et 1898 par Paul Boeswillwald.

## Description
L'église a une longueur de 38 m sans le porche et une largeur de 14 m aux collatéraux et 21,8 m aux chapelles.
La partie du  XIIIe siècle est constituée de la tour dont la base et les trois premiers étages sont carrés alors que le dernier étage est octogonal.
Le portail est masqué par le porche. Ce dernier date du début du XIVe siècle. Du XVe siècle datent les piliers du chœur, la tribune...

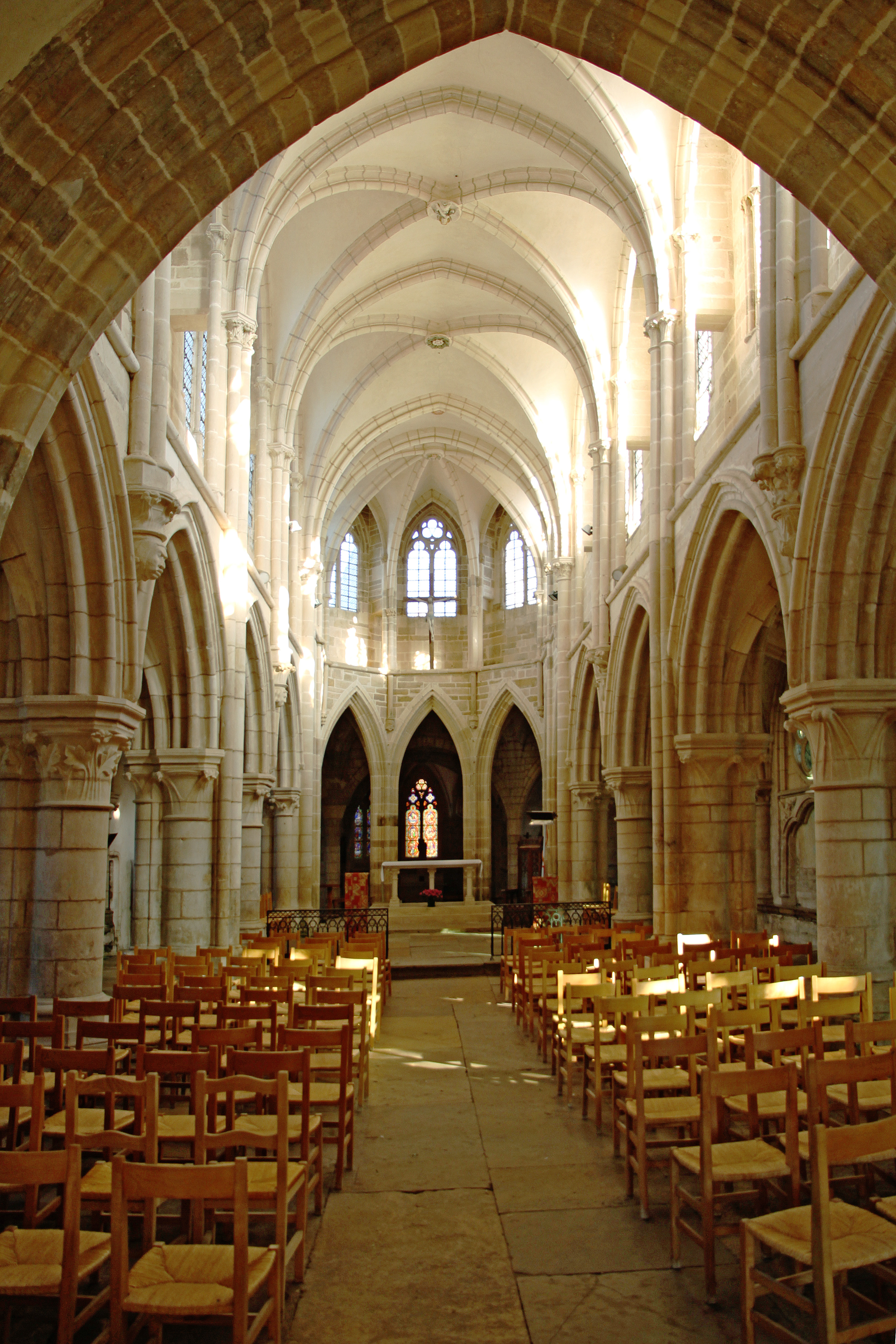
Nef.
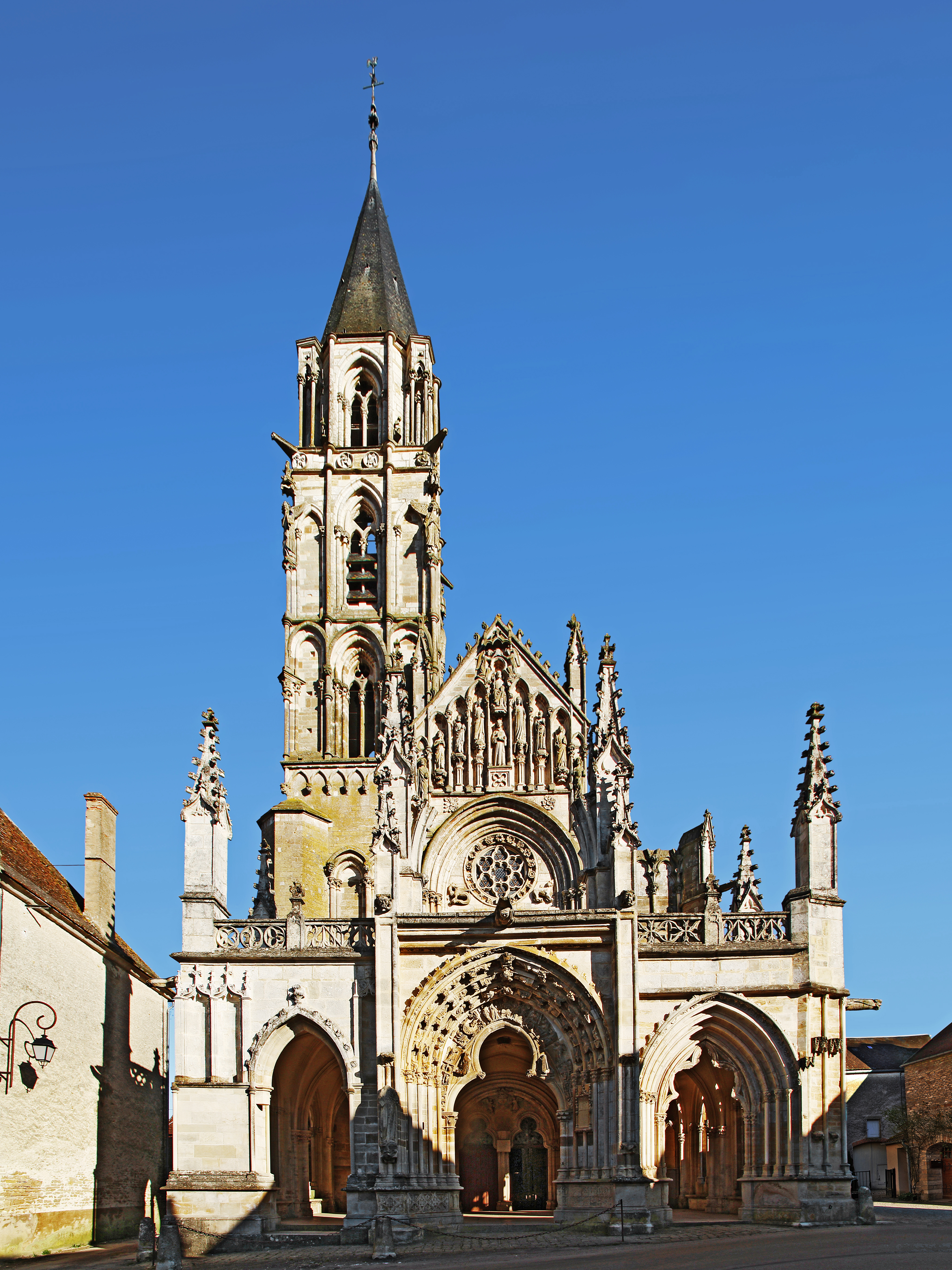
Façade et porche.
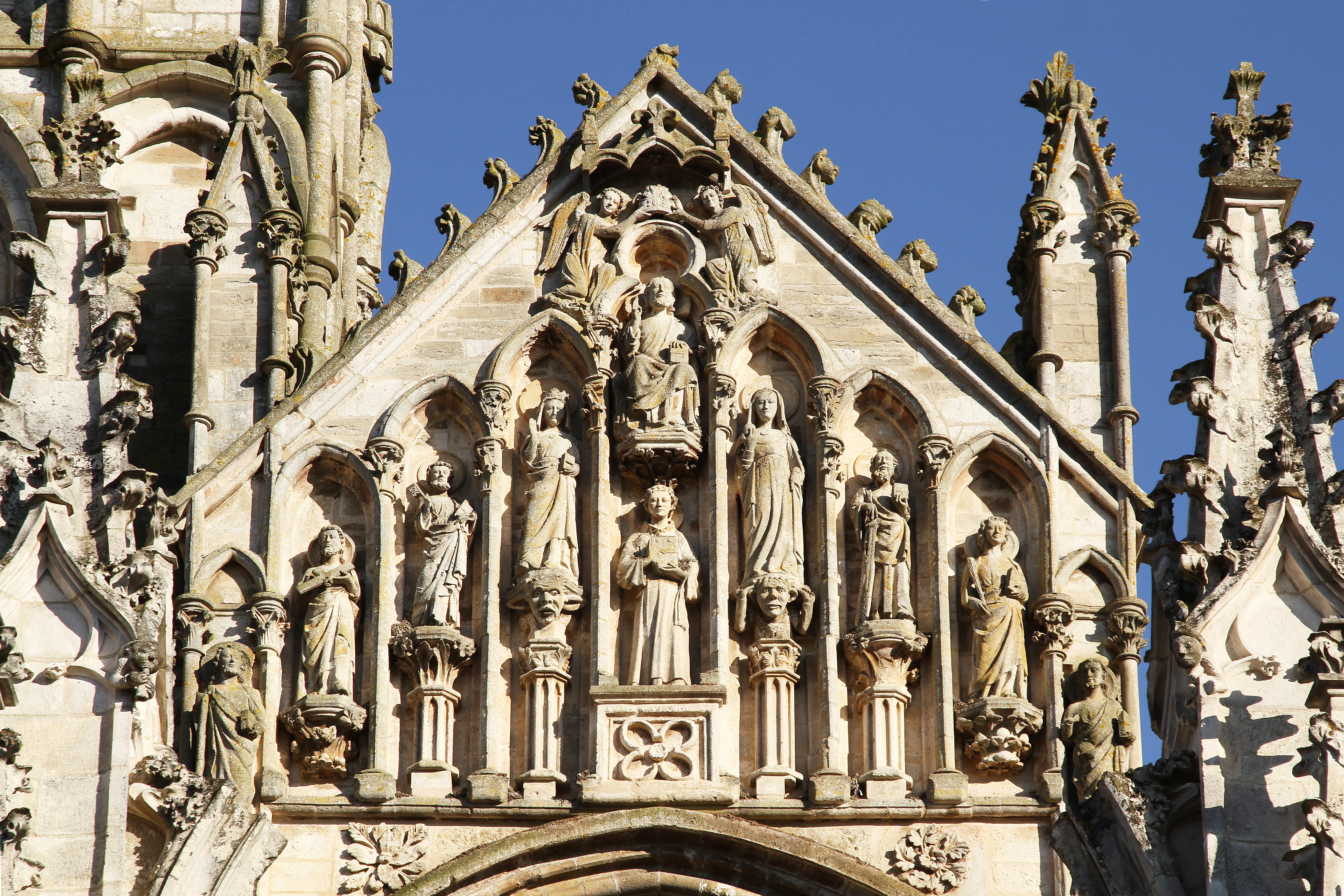
Pignon de façade représentant le Christ entouré de la Vierge, de Marie Madeleine et de Saints.
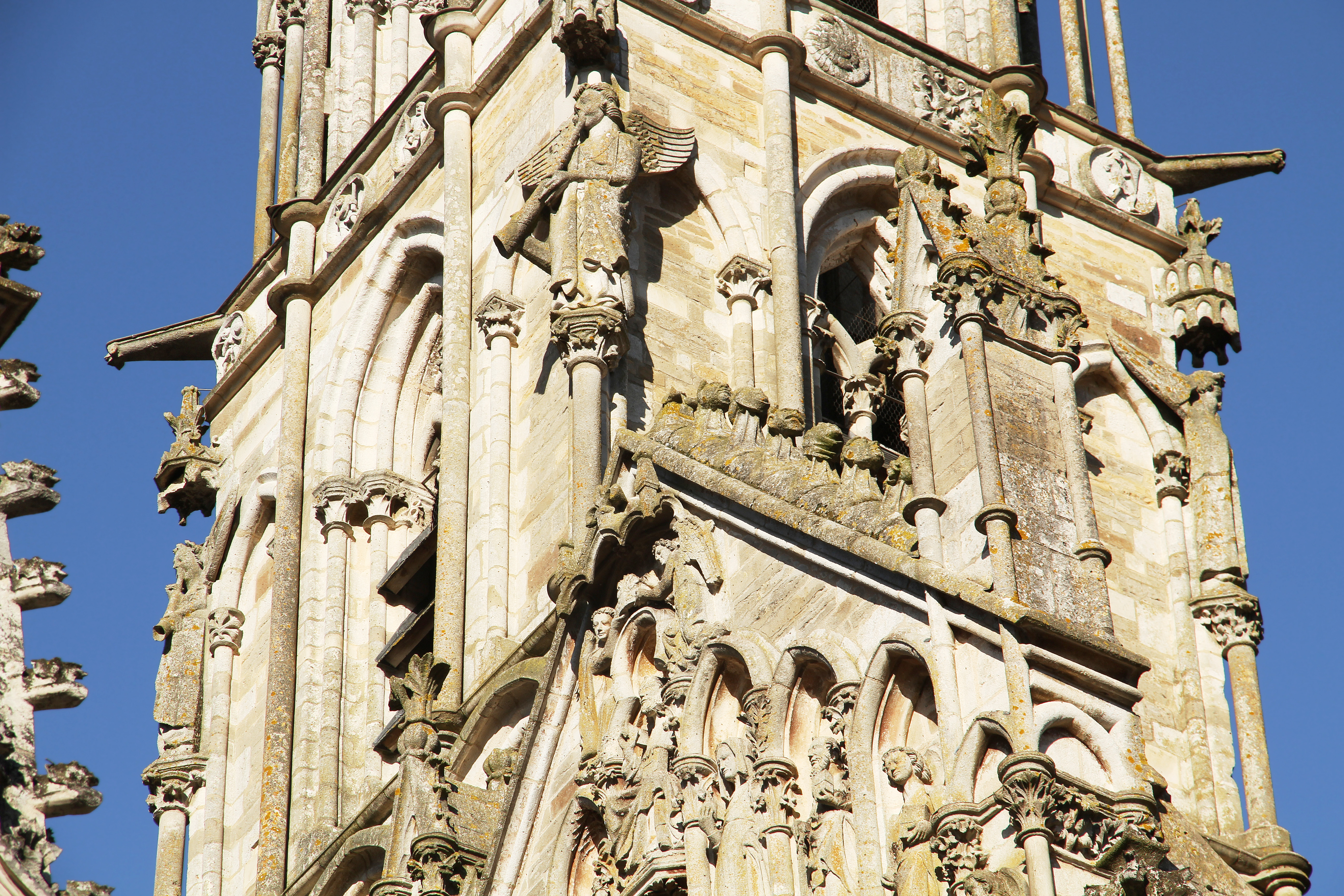
Détail des anges aux angles de la tour du clocher.
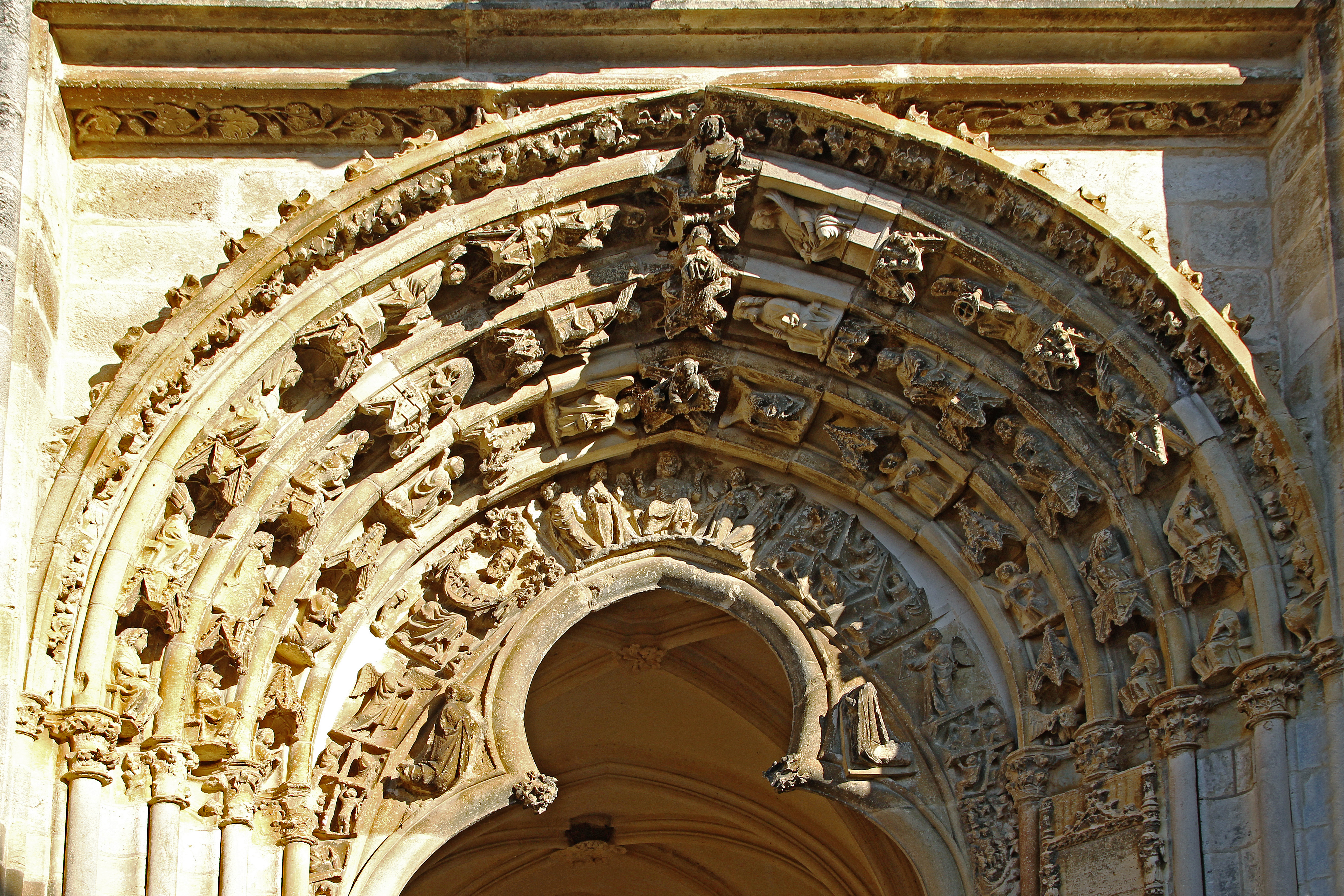
Archivolte du portail du porche.
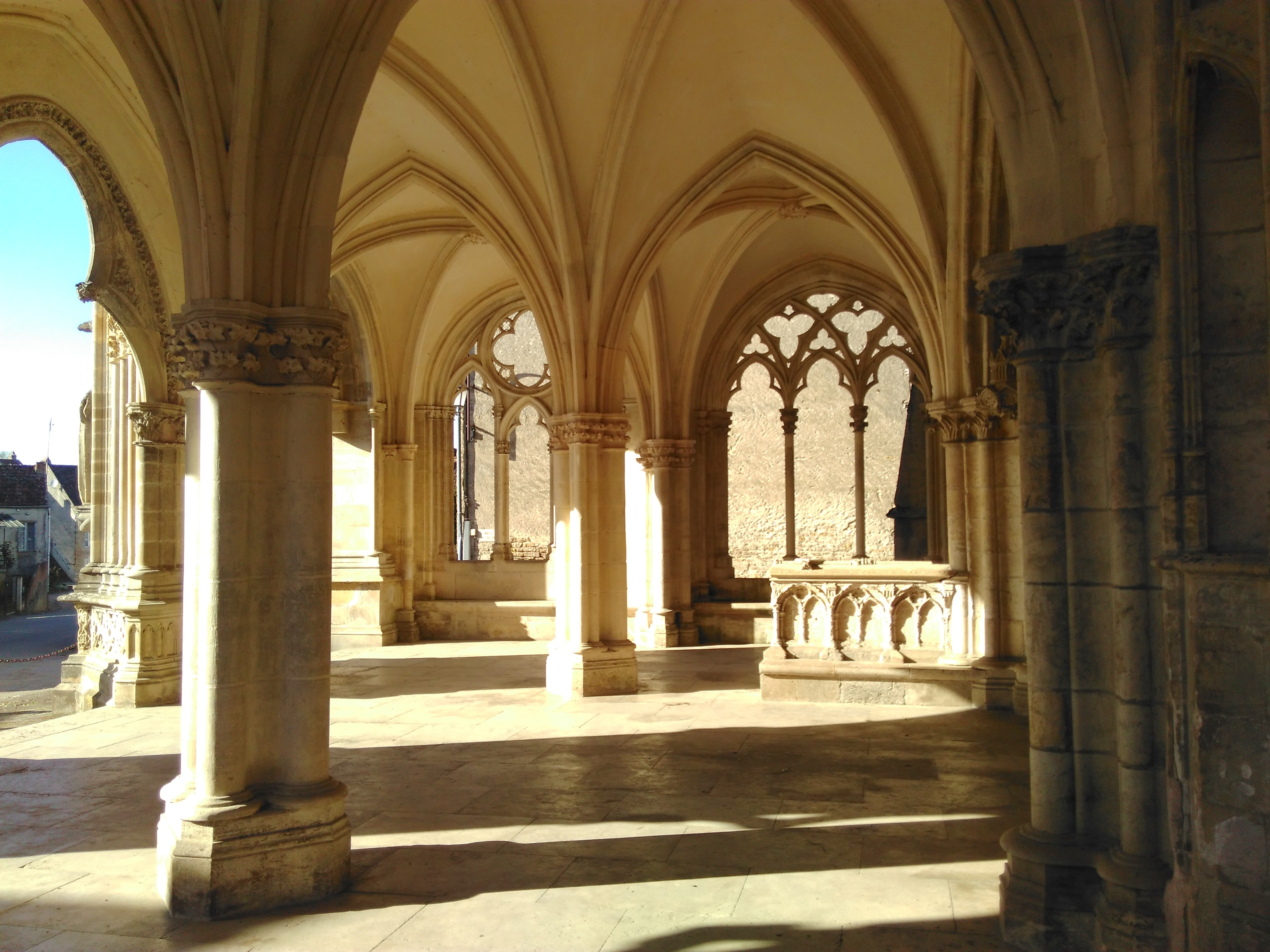
Grand porche de l'église : il succède à un premier porche, sans doute plus petit.

### Sculptures

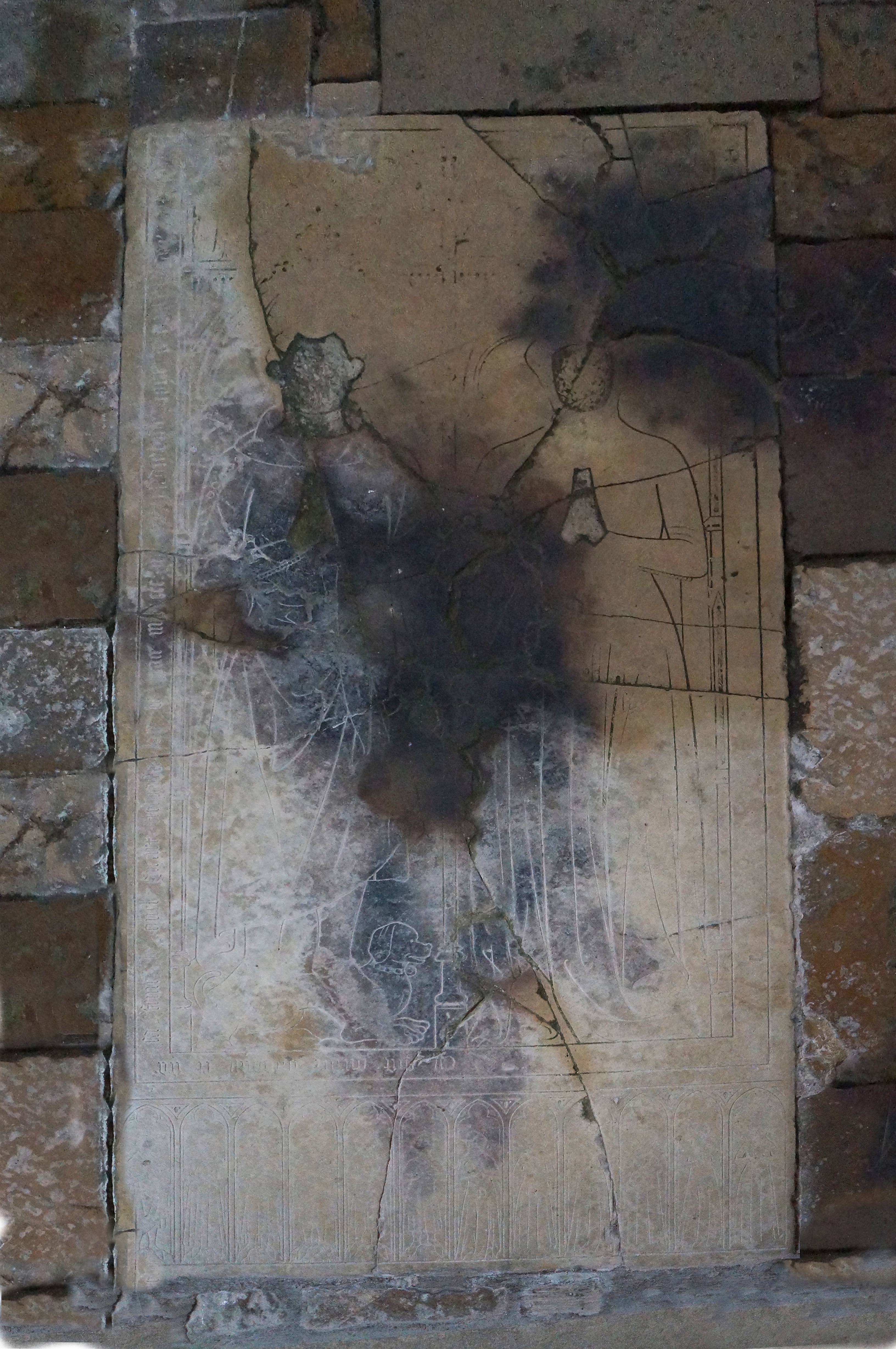
Dalle funéraire de Girard d'Anguy et de sa femme

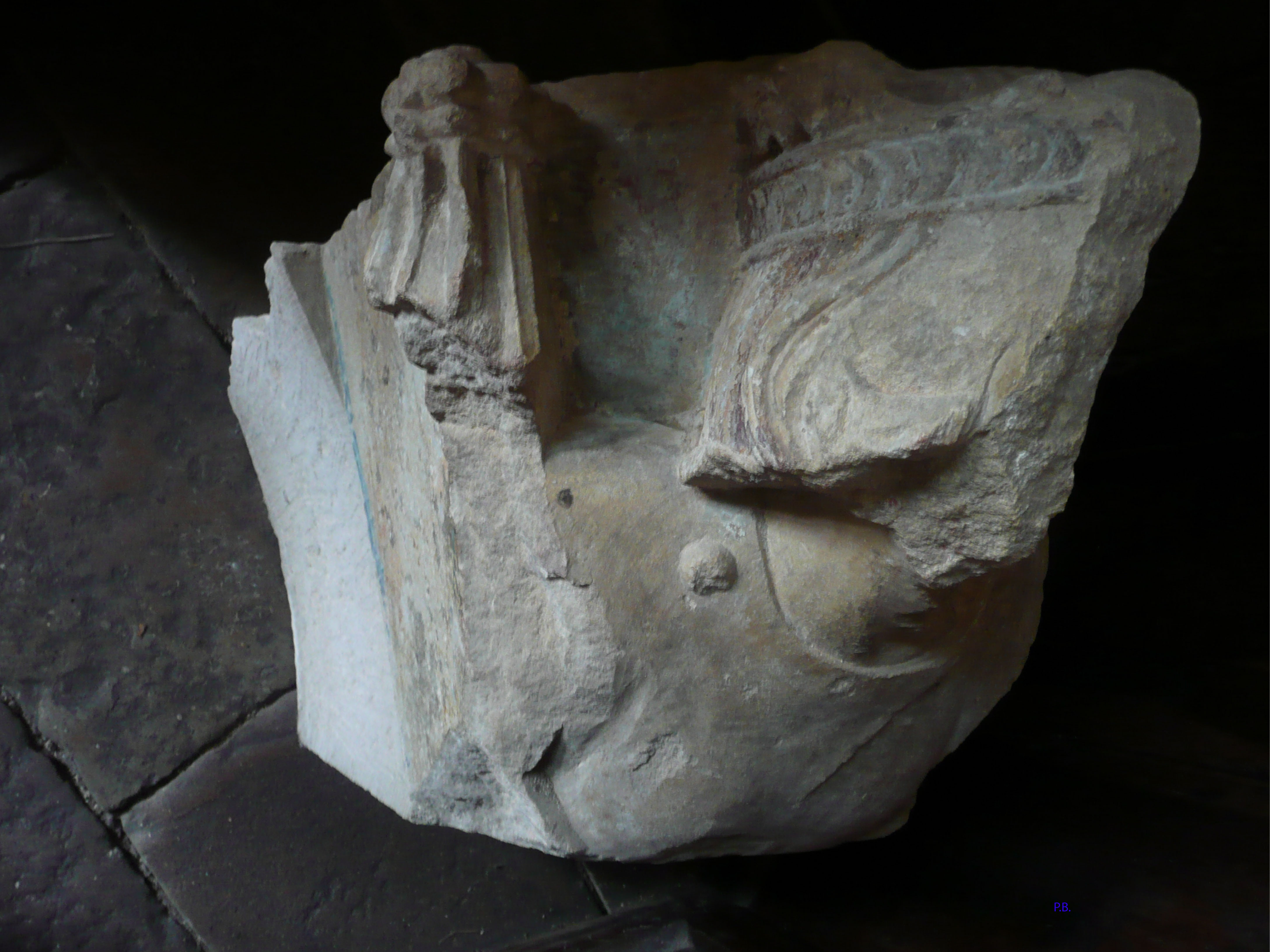
Buste de roi XIIIe siècle Identifié dans

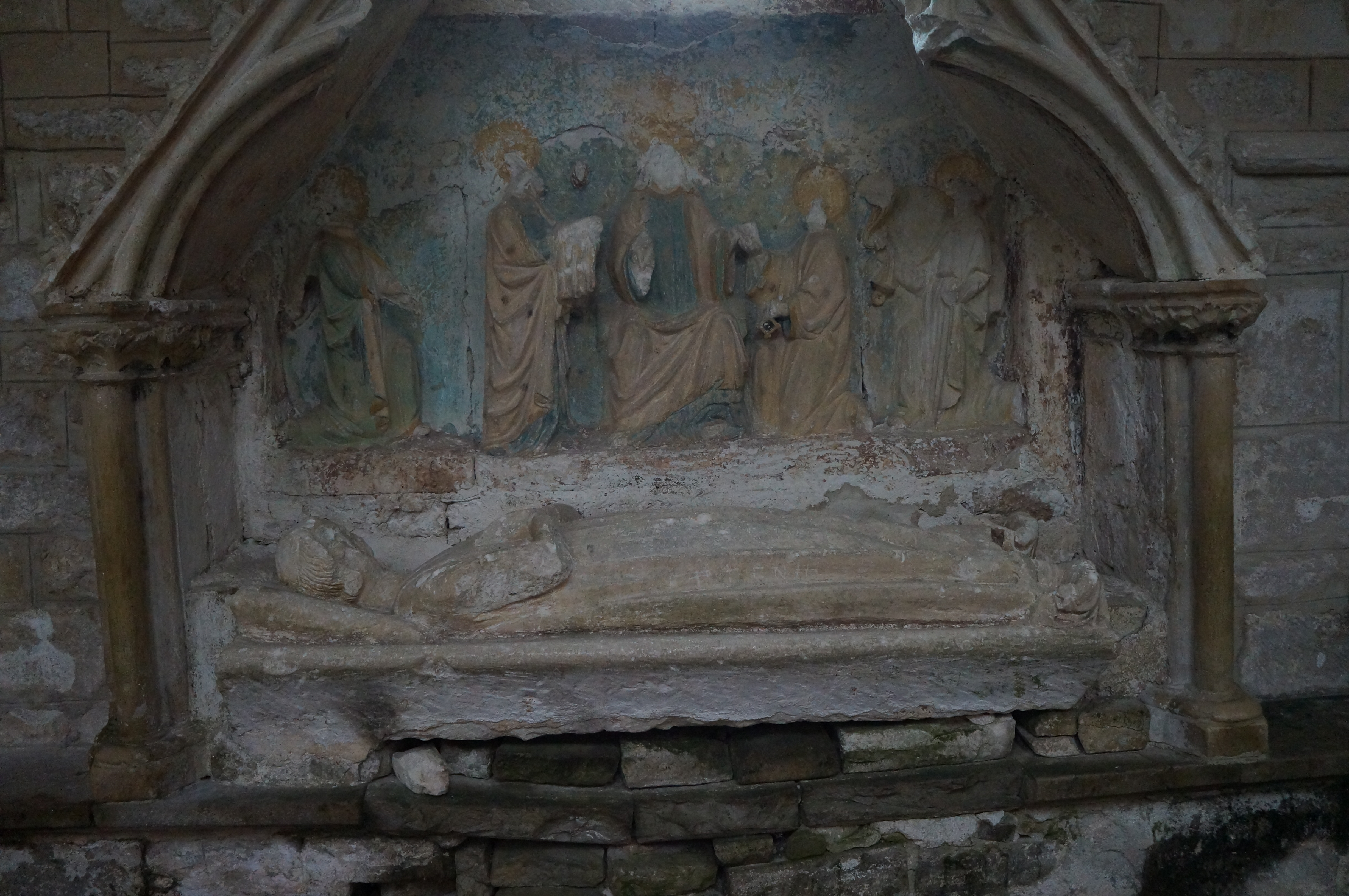
Bas-relief Enfeu représentant le Christ assis et bénissant remettant à saint Pierre les clefs du Royaume des cieux pour accueillir l'âme du défunt (Traditio clavium),
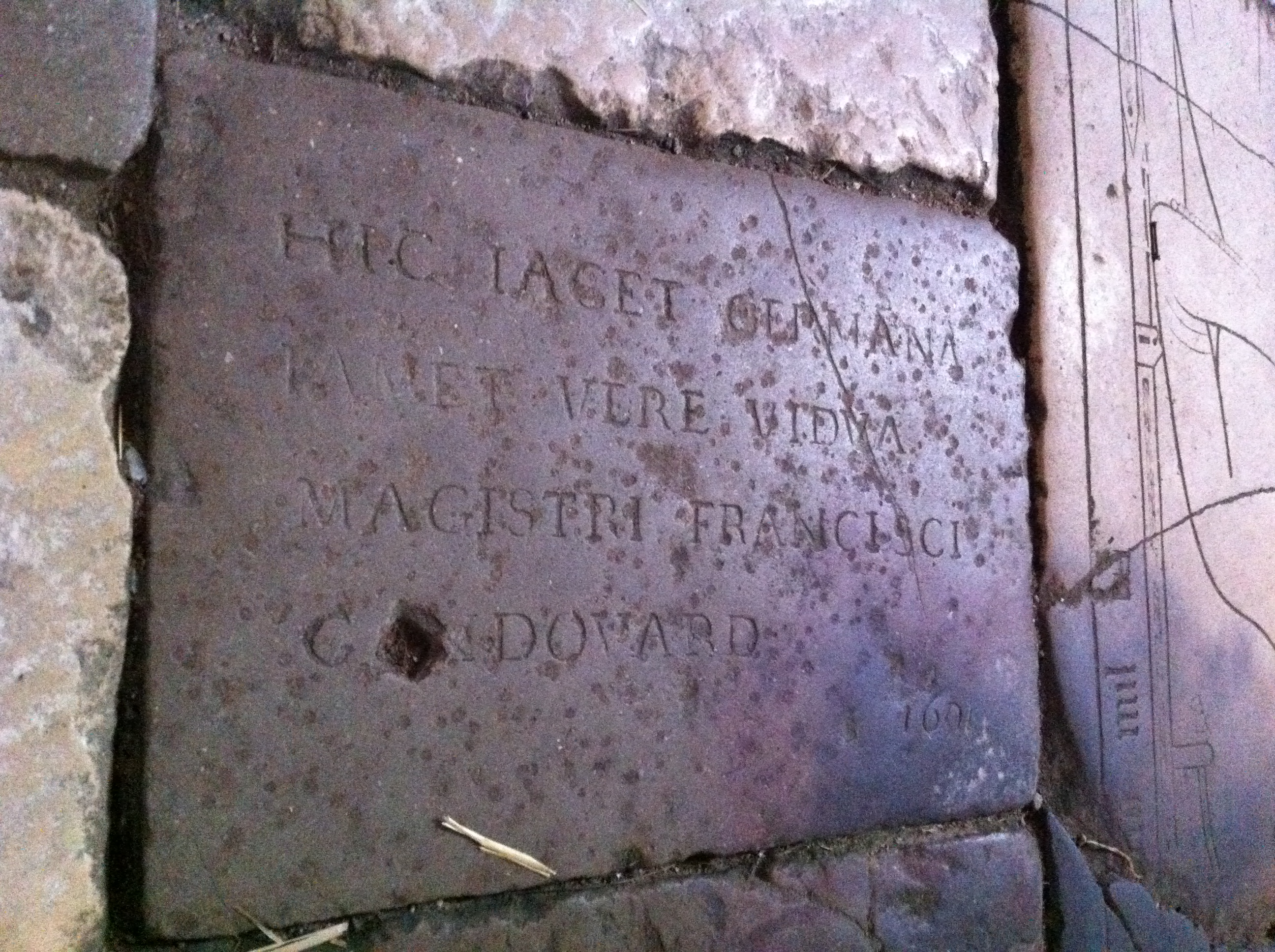
Dalle funéraire au sol.
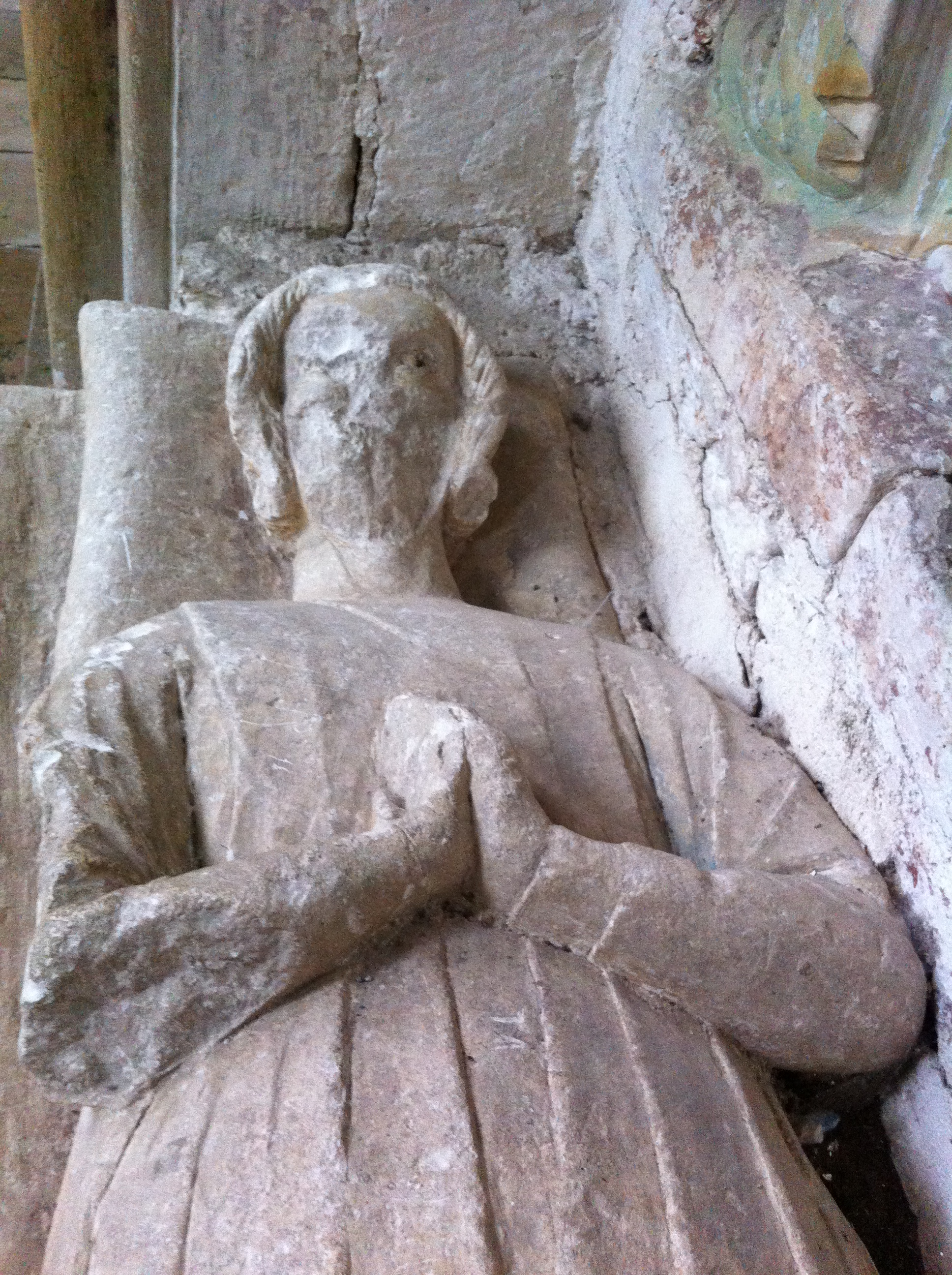
Gisant d'un homme du siècle de Saint Louis.
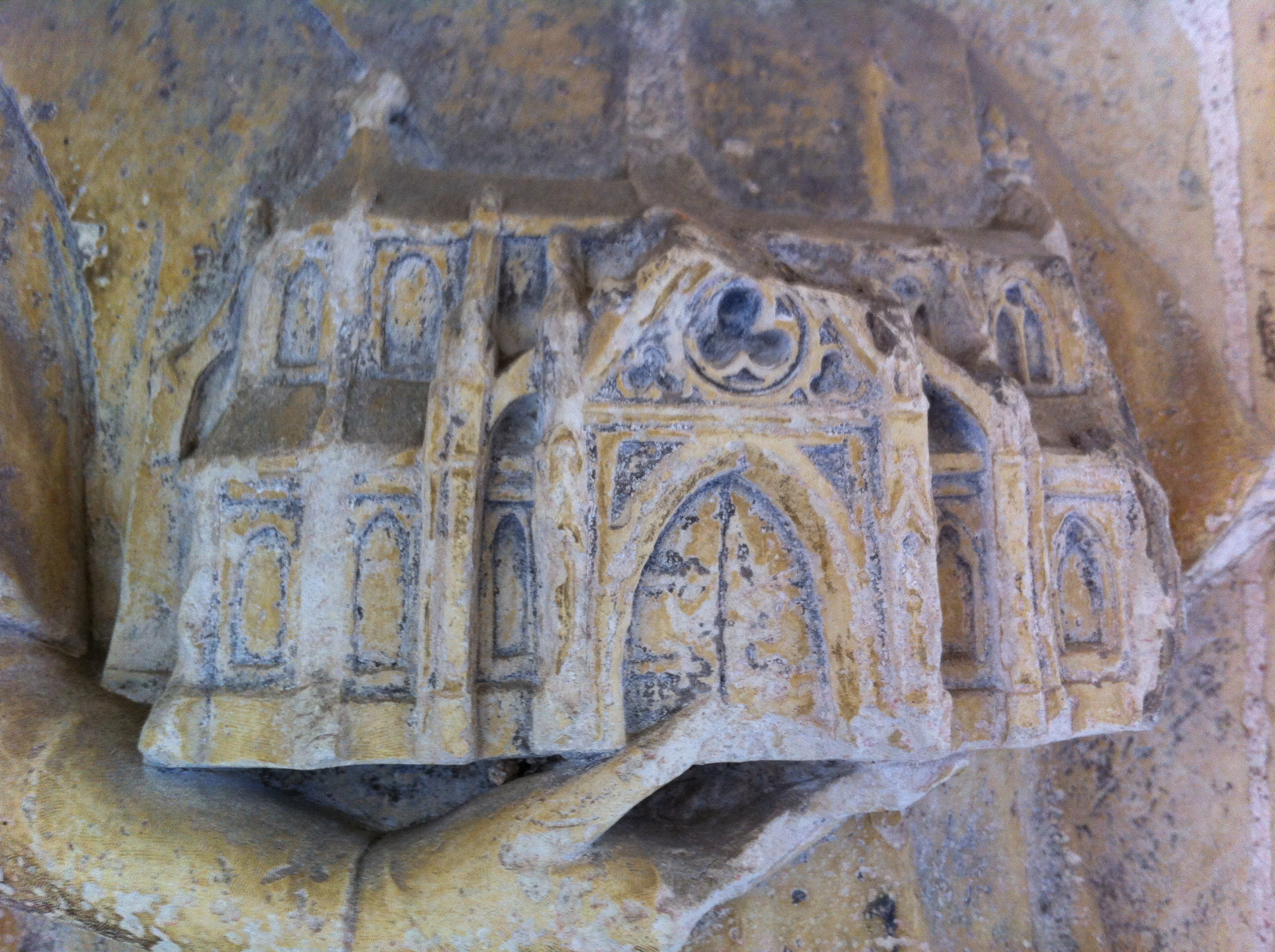
Détail d'une sculpture du porche.

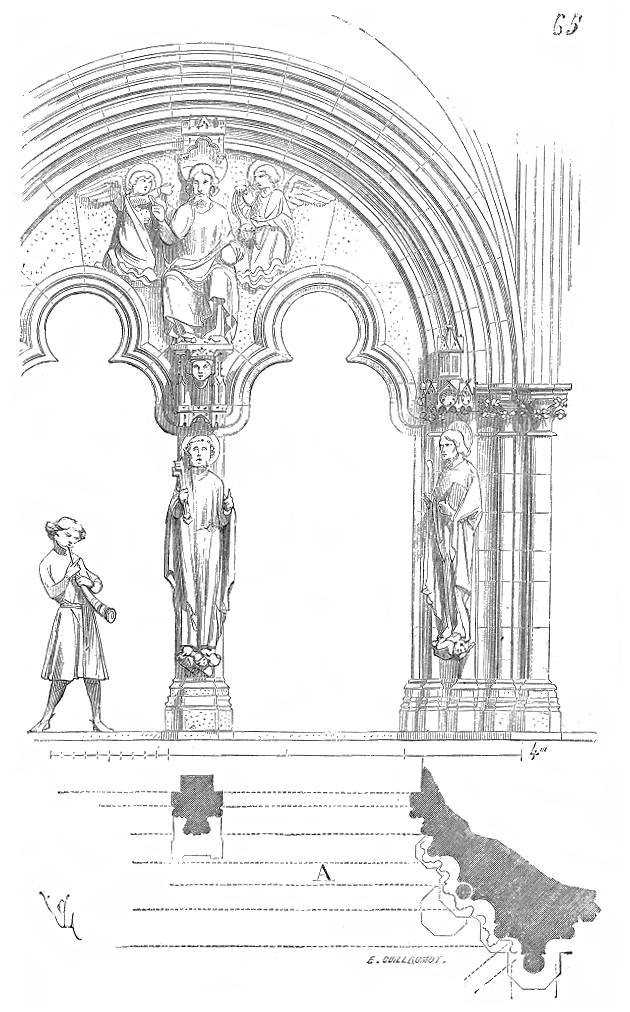
"Porte" XIIIe siècle de l'église, article du Dictionnaire... de VLD, (graveur Guillaumot)
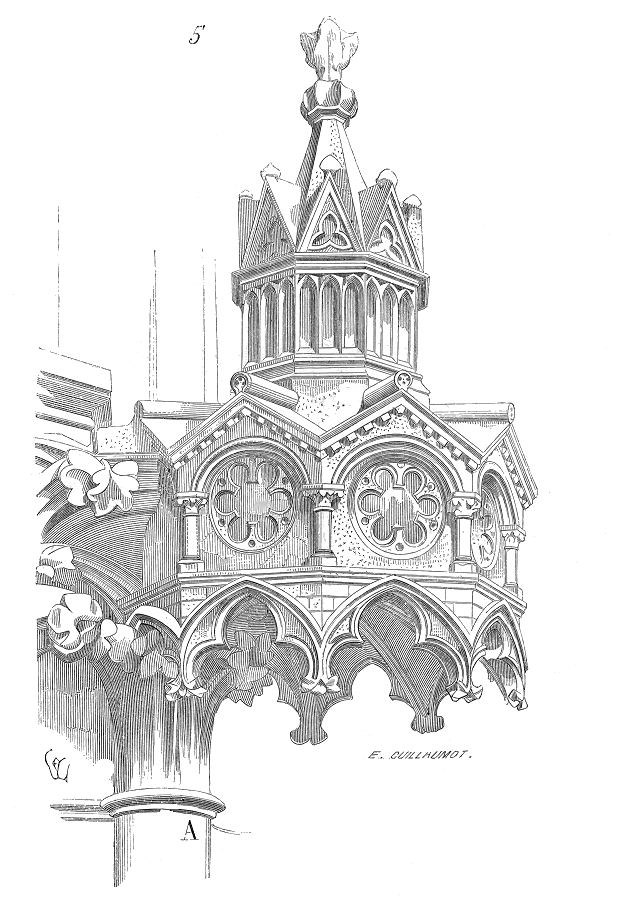
"Dais" du portail XIIIe siècle, article de Viollet-le-Duc.
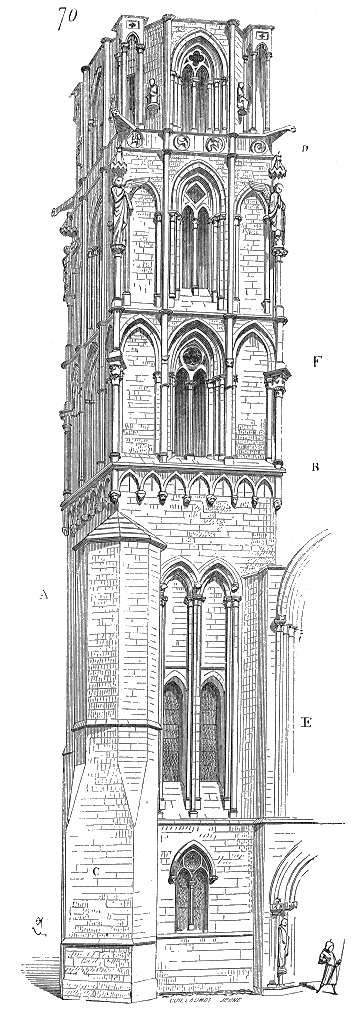
Clocher nord de l'église, face ouest, un clocher sud était prévu.